# 佩西沃湖
57°54′25″N 34°59′22″E / 57.90694°N 34.98944°E

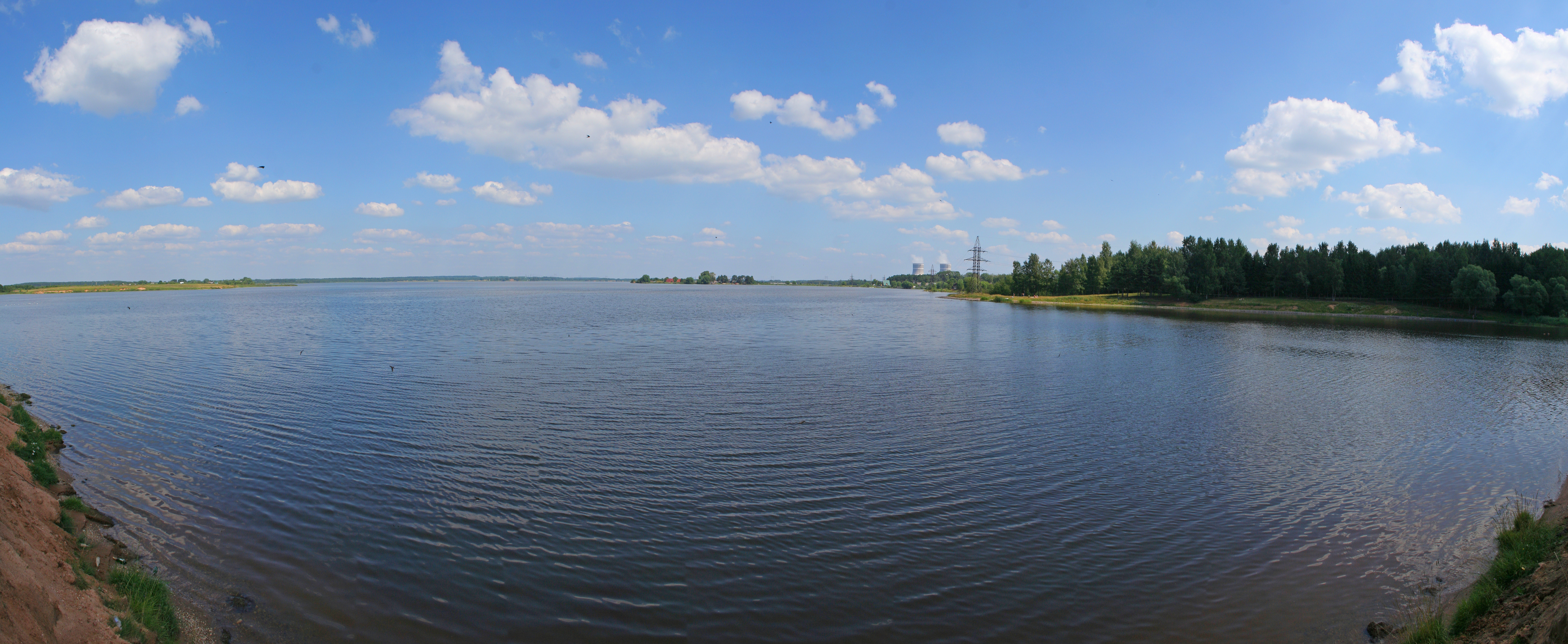

佩西沃湖（俄语：Песьво），是俄羅斯的湖泊，位於該國西北部特維爾州，面積6.6平方公里，海拔高度153米，集水區面積128平方公里，該湖泊最大水深5.2米。